# Отто Вільгельм фон Ренц
Отто Вільгельм фон Ренц (нім. Otto Wilhelm von Renz; 3 листопада 1891, Штеттін — 16 січня 1968, Бад-Ноєнар-Арвайлер) — німецький воєначальник, генерал зенітних військ. Кавалер Німецького хреста в золоті та сріблі.

## Біографія
8 липня 1911 року вступив у 14-й (1-й Баденський) польовий артилерійський полк. Учасник Першої світової війни, з 2 серпня 1916 року — ад'ютант дивізіону свого полку, з 7 лютого 1916 року — командир 104-го зенітного взводу (у складі 56-ї піхотної дивізії). З 27 серпня 1916 року — співробітник інспекції озброєнь і споряджень.
Після демобілізації армії залишений в рейхсвері. У 1919-20 і 1921-22 роках — радник інспекції озброєнь і споряджень, в 1926-29 роках — командир батареї 5-го артилерійського полку. З 1 квітня 1929 по 30 червня 1934 року — радник з легкої артилерії в Управлінні озброєнь Імперського військового міністерства. З 1 жовтня 1934 року — командир транспортного дивізіону «Деберіц», який 1 квітня 1935 року був переданий в люфтваффе і перейменований в зенітний дивізіон. З 1 жовтня 1935 року — командир 1-го дивізіону 22-го зенітного полку, з 1 жовтня 1936 року — начальник відділу балістики і спорядження Управління озброєнь. 1 вересня 1938 року очолив командування ППО Гамбург. З 24 вересня 1938 року — командир 24-го, з 15 листопада 1938 року — 33-го зенітного полку, з 26 серпня 1939 року — зенітної групи «Галле-Лойна».
З 31 жовтня 1939 року — начальник 4-го, з 17 березня 1941 року — 9-го командування ППО. 1 вересня 1941 року призначений командиром 9-ї зенітної дивізії, що діяла на південній ділянці німецько-радянського фронту. 25 червня 1942 року переведений у відомство генерал-фельдцойхмайстера, де очолив управлінську групу розвитку зенітного озброєння. У липні 1944 року призначений командиром 4-го зенітного корпусу. 15 серпня 1944 року зарахований в резерв, але 15 листопада очолив 5-й зенітний корпус, з яким брав участь у боях в Угорщині, Хорватії та Австрії. 7 травня 1945 року здався американським військам. 16 червня 1947 рок звільнений.

## Звання
- Фанен-юнкер (8 липня 1911)
- Фенріх (22 березня 1912)
- Лейтенант (18 листопада 1912)
- Оберлейтенант (22 березня 1916)
- Гауптман (1 жовтня 1922)
- Майор (1 квітня 1933)
- Оберстлейтенант (1 листопада 1935)
- Оберст (1 січня 1938)
- Генерал-майор (16 серпня 1939)
- Генерал-лейтенант (1 серпня 1941)
- Генерал зенітних військ (1 лютого 1943)

## Нагороди
- Залізний хрест 2-го і 1-го класу
- Орден Церінгенського лева, лицарський хрест 2-го класу з мечами
- Почесний хрест ветерана війни з мечами
- Медаль «За вислугу років у Вермахті» 4-го, 3-го, 2-го і 1-го класу (25 років)
- Застібка до Залізного хреста 2-го і 1-го класу
- Хрест Воєнних заслуг 2-го і 1-го класу з мечами
- Німецький хрест
  - в золоті (16 липня 1942)
  - в сріблі (27 липня 1942)